# Senato (Repubblica Ceca)
Il Senato del Parlamento della Repubblica Ceca (in ceco: Senat Parlamentu České Republiky), noto più semplicemente con la denominazione di Senato (Senat), è la camera alta del Parlamento della Repubblica Ceca. La sede del Senato è Palazzo Wallenstein a Praga.
Per essere eletti bisogna aver compiuto almeno 40 anni.

## Struttura
Il Senato ha 81 membri, eletti per sei anni, rinnovati ogni due anni per un terzo, in circoscrizioni uninominali con sistema maggioritario a due turni (il secondo turno è tra due candidati con maggior numero di voti del primo turno - se nessun candidato ottiene il 50% + maggioranza al primo turno). Un candidato per il Senato non ha bisogno di essere iscritto ad un partito politico (a differenza della camera inferiore).
Il senato ha un presidente e quattro vicepresidenti. I suoi membri partecipano a comitati e commissioni specializzate. 
La Cancelleria del Senato è stata creata per fornire servizi professionali, organizzativi e tecnici. Il Senato occupa diversi palazzi storici nel centro di Praga, nel quartiere Malá Strana. Nel 2005 il suo bilancio è stato 561.200.000 CZK.

## Poteri
Il Senato può ritardare una proposta di legge che è stata approvata dalla Camera dei Deputati, ma questo veto può essere ignorato dalla maggioranza assoluta (cioè almeno 101 di tutti i 200 membri) della Camera dei deputati in una votazione ripetuta.
I senatori avevano fino al 2012, insieme ai deputati, il diritto di partecipare all'elezione del Presidente della Repubblica, cosa che è rimasta, fino al 2013, solo per i giudici della Corte Costituzionale (ora invece il voto è diretto), e possono proporre nuove leggi. Tuttavia, il Senato non arriva a votare il bilancio del paese e non può controllare direttamente l'esecutivo, a differenza della Camera dei Deputati.
Il Presidente del Senato è la seconda più alta carica della Repubblica Ceca per scopi cerimoniali, dopo il Presidente della Repubblica, ma senza alcun potere reale.

## Storia
Il Senato è stato istituito nel diritto costituzionale del Consiglio nazionale ceco (CNR) n ° 1/1993 del 16 dicembre 1992.
La ragione immediata per la sua creazione era la necessità di trovare un posto per i membri dell'Assemblea federale, dissolta insieme con la Cecoslovacchia. Altri motivi sono stati il posizionamento del Senato come dispositivo di sicurezza ("pojistka") per correggere le leggi approvate dalla Camera bassa e come strumento di bilanciamento del potere contro il dominio di un solo partito.
Le prime elezioni si sono svolte nel 1996, con l'affluenza alle urne circa il 35% (molto inferiore affluenza per la Camera bassa). Ulteriori elezioni si sono svolte nel 1998, 2000, 2002, 2004 e 2006 con la costante diminuzione affluenza (il più basso mai era intorno al 10%, in molte circoscrizioni inferiori al 20%).
Il Senato ha ricevuto spesso critiche per essere essenzialmente impotente e inutile per un paese delle dimensioni della Repubblica ceca.